# Biborin ecbola
Biborin ecbola is een borstelworm uit de familie Oenonidae. Het lichaam van de worm bestaat uit een kop, een cilindrisch, gesegmenteerd lichaam en een staartstukje. De kop bestaat uit een prostomium (gedeelte voor de mondopening) en een peristomium (gedeelte rond de mond) en draagt gepaarde aanhangsels (palpen, antennen en cirri).
Biborin ecbola werd in 1919 voor het eerst wetenschappelijk beschreven door Ralph Vary Chamberlin, die toen ook het geslacht Biborin beschreef. Het type-exemplaar is 92 millimeter lang en heeft 277 segmenten. Het aangetroffen aan de kust van Californië nabij Laguna Beach.